# Jan Skrzetuski
Jan Skrzetuski herbu Jastrzębiec – jeden z głównych bohaterów powieści Henryka Sienkiewicza Ogniem i mieczem, wzorowany na historycznej postaci Mikołaja Skrzetuskiego, po którym powieściowy bohater otrzymał nazwisko i „zbaraski epizod”. 

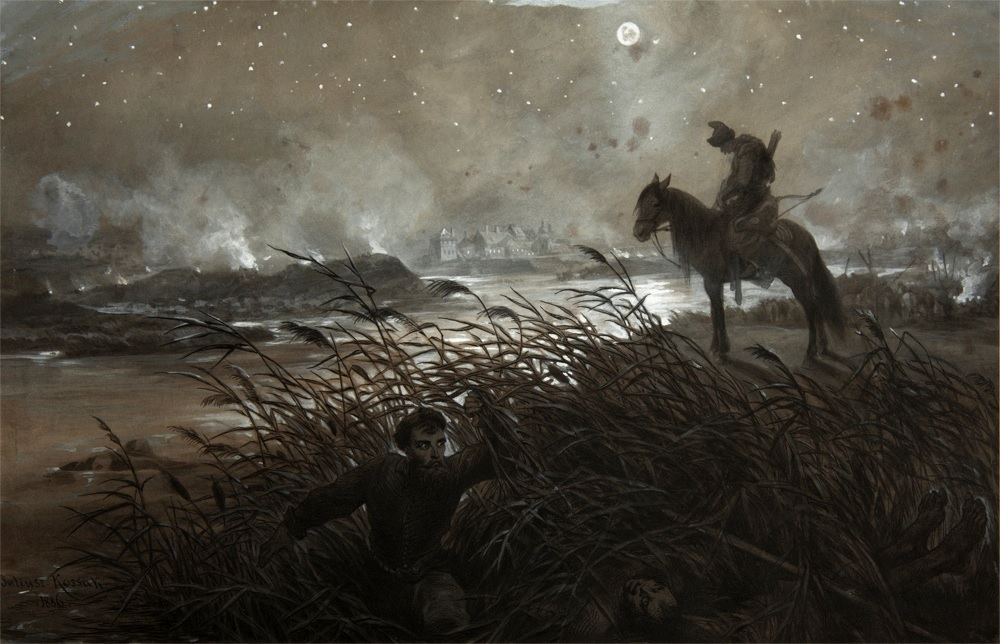
Przeprawa Skrzetuskiego. Juliusz Kossak

Namiestnik (później porucznik, a w epilogu „Pana Wołodyjowskiego” wspomniany jako pułkownik), chorągwi pancernej księcia Jeremiego Wiśniowieckiego. Ulubieniec i stronnik księcia, uznający w nim najwyższy autorytet wojskowy i polityczny.  Przypadkowo uratował z rąk zbójców Bohdana Chmielnickiego, nie wiedząc, komu pomaga. Później zakochał się w Helenie Kurcewiczównie, poprosił o jej rękę opiekunów Heleny (kniahinię Kurcewiczową). Rywalizował z Bohunem o Helenę. Bohater spod Zbaraża, to dzięki jego odwadze król został powiadomiony o tragicznej sytuacji obrońców twierdzy. 
Skrzetuski to ideał rycerza, chrześcijanina, dla którego służba Bogu i ojczyźnie oraz honorowi stanowiły wartości cenniejsze nad życie. W ich imię gotów był poświęcić życie prywatne, minimalizując znaczenie własnych dramatów w obliczu tragedii Rzeczypospolitej.
Skrzetuski występuje jako postać drugoplanowa w Potopie, drugiej części Trylogii Sienkiewicza. Pojawia się również w epizodzie trzeciej części, Panu Wołodyjowskim.
W ekranizacji Ogniem i mieczem Jerzego Hoffmana w postać tę wcielił się Michał Żebrowski.